# 白虎

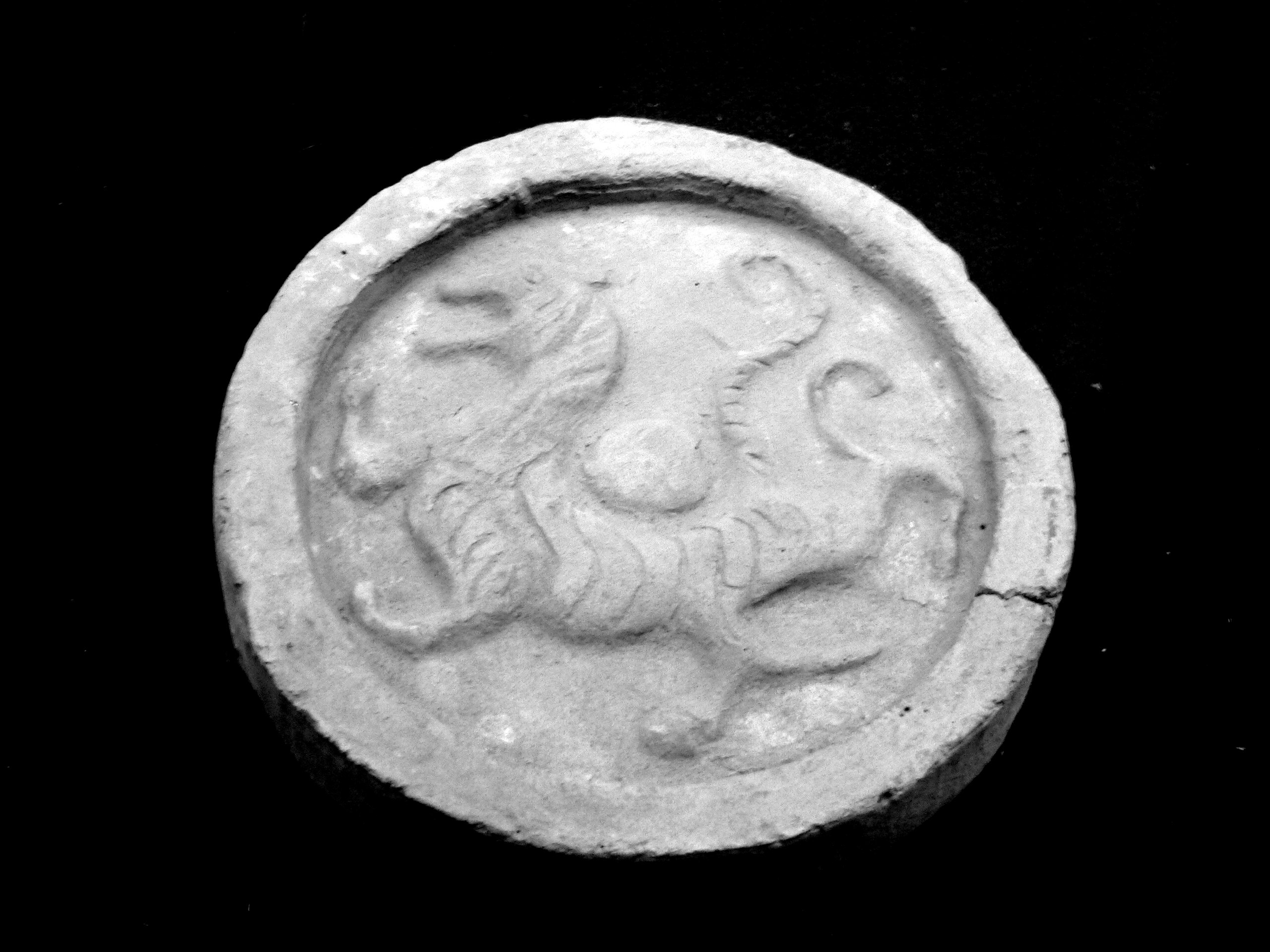
瓦当上的白虎图案

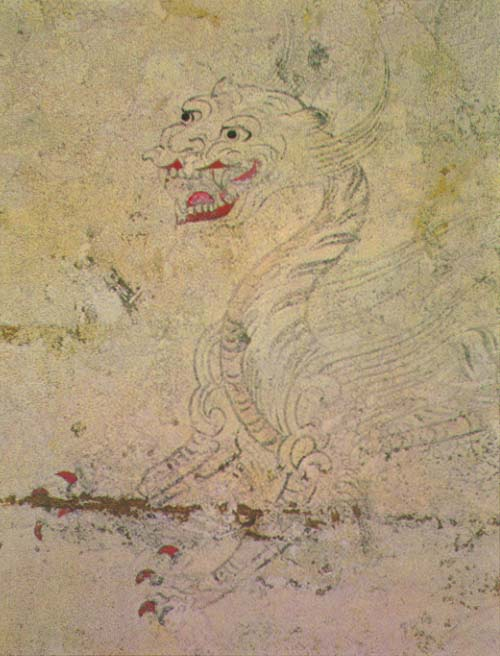
高松冢古坟的壁画上的白虎

白虎起源于中国上古对于的星宿崇拜，是西方七宿，四象之一、天之四灵之一，道教将其称为“监兵”，在不同的道经中有“帝君”、“圣将”、“神将”和“捕鬼将”等称呼。
在二十八宿中，白虎是西方七宿（奎、娄、胃、昴、毕、觜、参）的总称。

## 神格
最早象征二十八宿中的西方七宿，于四象为少阴，在五行则为金，是主西方、秋季的神灵，汉代之后五行又与“三纲五常”中的五常相联系，成为了“仁义礼智信”中信的象征。
白虎是司掌兵戈的战神，具有避邪、禳灾、祈丰及惩恶扬善、发财致富、喜结良缘等多种神力，但也是部分迷信中的凶神。

## 崇拜
汉时有白虎祠，未央四祠之一，浙江会稽等地有在正月十四祭祀白虎神的旧俗。

而根据考证，对白虎的崇拜曾出现于古羌戎族，时至今日，中国的彝族、白族、布依族、土家族等民族仍称白虎是其祖先，认为被叫做“利巴”、“白帝天王”的白虎星君下凡生七男七女，究其源头当是星宿神话在楚国对虎崇拜下的流变。

## 文学和流行文化
在《南游记》中也有白虎精，和千里眼、顺风耳是一起被华光收服的妖。
《大唐三藏取经诗话》里也有妖怪白虎精。
乌龙院大长篇里，小白为四小姐身边的白虎怪，有能变身成任何大小的东西的能力，在四小姐牺牲后被乌龙院收养。

## 色情学
在色情学当中，白虎指的是没有阴毛的女性。该说法源自中国，在古代，白虎是一种不吉利的神兽。当时医学并不发达，对于没有阴毛女性，他们认为是沾染了邪气，不吉利的象征，所以被称之为白虎。有了“白虎克夫，青龙克妻”的说法，白虎的丈夫会倒大霉，青龙的妻子也会倒大霉。